# پروانه‌ها و طوفان‌ها
«پروانه‌ها و طوفان‌ها» (به انگلیسی: Butterflies and Hurricanes) تک‌آهنگی از میوز است که در سال ۲۰۰۴ میلادی منتشر شد. این تک‌آهنگ در آلبوم آمرزش (آلبوم) قرار داشت.